# Франц Евзебиус фон Траутзон
Франц Евзебиус фон Траутзон (на немски: Franz Eusebius von Trautson; * 30 януари 1642, Виена; † 30 юни 1728, Инсбрук) от род Траутзон, е имперски граф на Фалкенщайн в Долна Австрия.

## Произход
Той е син на имперски граф Йохан Франц фон Траутзон (1609 – 1663) и втората му съпруга графиня Кристина Елизабет фон Мансфелд-Борнщет (1621 – 1648), дъщеря на граф Волфганг фон Мансфелд (1575 – 1638) и София Шенк фон Таутенбург († 1636). Полубрат е на Фердинанд фон Траутзон (1631 – 1650), граф на Фалкенщайн, Ернст фон Траутзон (1633 – 1702), княжески епископ на Виена, Паул Сикст V фон Траутзон (1635 – 1678), дипломат, и Йохан Леополд Донат фон Траутзон (1659 – 1724), 1. княз на фамилията Траутзон. Дядо е на Антон Игнац Фугер-Гльот (1711 – 1787), епископ на Регенсбург (1769 – 1787).

## Фамилия
Франц Евзебиус фон Траутзон се жени на 20 февруари 1676 г. за Мария Анна Елизабет Цецилия фон Шпаур и Флафон († 29 август 1715, Пойзбрун) от Южен Тирол в Австрия, дъщеря на Йохан Андреас фон Шпаур и Флафон (* 1613) и графиня Мария Магдалена Катарина фон Тун († 1707), дъщеря на граф Волфганг Дитрих фон Тун (1593 – 1642) и Маргарета Катарина фон Тун-Бругхиер (1598 – 1652). Те имат девет деца:
- Мария Анна († 28 юли 1716, Триест), омъжена 1695 г. за граф Каспар фон Волкенщайн
- Франц Антон Клеменс (* 23 декември 1679; † 22 август 1738, Виена), неженен
- Йозефа Еуфемия Валерия Елеонора (* ок. 1680; † 10 юли 1734, Виена)
- Мария Клаудия (* ок. 1682; † сл. 6 април 1729, Нойщат)
- Йохан Карл Йозеф (* 27 април 1684; † 18 май 1729), неженен
- Мария Елизабет Терезия Маргарета Йозефа (* 14 юни 1687, Инсбрук; † 8 април 1766, Инсбрук), омъжена I. на 2 юли 1703 г. във Виена за граф Карл Йозеф Ферарис д'Очиепо, II. на 4 октомври 1707 г. в Инсбрук за граф Антон Ернст Фугер фон Кирхберг-Вайсенхорн (* 15 май 1681, Гльот; † 25 май 1745, Инсбрук), родители на Антон Игнац Фугер-Гльот (1711 – 1787), епископ на Регенсбург (1769 – 1787)
- Файт Евзебиус Тимотеус Карл (* 24 януари 1688; † 6 март 1760, Виена), неженен
- Мария Катарина (* 20 февруари 1691; † 1769), омъжена на 21 август 1720 г. за граф Максимилиан Квидобалд Борита з Мартиник (* 1664; † 30 юни 1733, Виена)
- Йохан Михаел Файт Фирмиан (* 1692; † пр. 1726), неженен